# Demonstrationsbrett

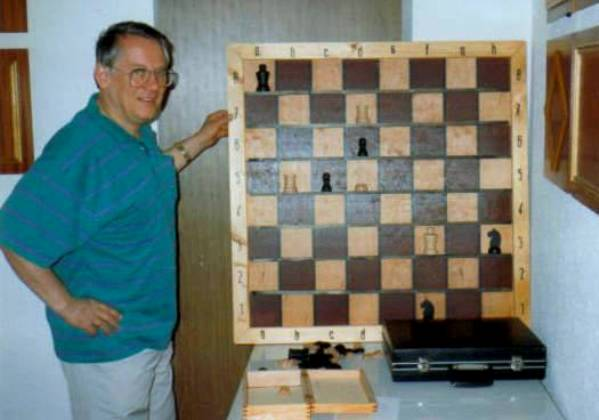
Manfred Zucker neben einem Demonstrationsbrett. Die Steine stehen auf Vorsprüngen, die sich unter jeder Reihe befinden.

Das Demonstrationsbrett, auch Demonstrationsschachbrett, ist ein an die Wand gehängtes oder aufgestelltes übergroßes Schachbrett, bei dem üblicherweise magnetisch befestigte Schachfiguren in der Form von Figurensymbolen (Figurinen), verwendet werden. Es ist üblicherweise 80 × 80 Zentimeter groß und dient dazu, Schachstellungen einem größeren Zuseherkreis zu präsentieren.
Erfunden wurde das Demonstrationsbrett von Johann Jacob Löwenthal im 19. Jahrhundert. Das nachweislich erste Mal wurde es während des Weltmeisterschaftskampfes 1886 zwischen Steinitz und Zukertort in den Vereinigten Staaten eingesetzt.
Demonstrationsbretter werden häufig beim Gruppentraining sowie bei Vorträgen eingesetzt. Während größerer Schachturniere können sie verwendet werden, um die laufenden Partien einem größeren Zuschauerkreis zu zeigen. Seit den 1990er Jahren verwendet man zu diesem Zweck verstärkt elektronische Schachbretter. Während bei den herkömmlichen Demonstrationsbrettern Helfer die Züge der laufenden Partie per Hand übertragen, geschieht dies bei modernen elektronischen, die häufig per Wandprojektor auf eine Leinwand geworfen werden, computergesteuert mithilfe von Sensoren an den Feldern des Schachbretts der Spieler.

## Einzelnachweis
1. ↑  Theo Schuster: Schachlexikon. Seite 50. Ullstein Sachbuch, Frankfurt am Main/Berlin 1992.